# Mafia caffé
Mafia caffé – trzeci studyjny album serbskiej piosenkarki Any Nikolić wydany 24 lipca 2010 nakładem wytwórni City Records. Nagrań dokonano w studio ATG Recording oraz w Studio Kobac.

## Lista utworów
| Nr  | Tytuł utworu              | Słowa                                   | Muzyka                     | Długość |
| --- | ------------------------- | --------------------------------------- | -------------------------- | ------- |
| 1.  | „Džukelo”                 | Marina Tucaković, Aleksandar Tomić      | Bojan Vasić                | 3:35    |
| 2.  | „Baš vala, baš”           | Marina Tucaković                        | Aleksandar Kobac           | 3:05    |
| 3.  | „Mafia caffé feat. Ami G” | Marina Tucaković                        | Aleksandar Perišić Romario | 3:25    |
| 4.  | „Mišo moj”                | Marina Tucaković                        | Aleksandar Perišić Romario | 3:13    |
| 5.  | „Zla barbika”             | Marina Tucaković, Ognjen Amidžić        | Ognjen Amidžić             | 3:09    |
| 6.  | „Zadnji voz”              | Marina Tucaković, Ljiljana Jorgovanović | Dejan Filipović            | 3:01    |
| 7.  | „Hali gali”               | Marina Tucaković                        | Zoran Lesendrić Kiki       | 3:54    |
| 8.  | „Muvanje”                 | Marina Tucaković, Ljiljana Jorgovanović | Dejan Filipović            | 3:09    |
| 9.  | „Nisam za triput”         | Marina Tucaković                        | Atelje Trag                | 4:18    |
| 10. | „Od ljubavi do horora”    | Marina Tucaković, Aleksandar Tomić      | Aleksandar Perišić Romario | 4:05    |
| 11. | „Cunami”                  | Marina Tucaković, Aleksandar Tomić      | Aleksandar Perišić Romario | 2:55    |
|     |                           |                                         |                            | 37:49   |

## Wideografia
- Džukelo

## Twórcy
- Ana Nikolić – śpiew
- Ksenija Milošević, Suzana Dinić – wokal wspierający (piosenki 1, 3, 4, 9, 10)
- Ivana Selakov – wokal wspierający (piosenki 2, 6, 8, 11)
- Ivana Peters (Pavlović), Tijana Dapčević – wokal wspierający (piosenka 7)
- Lejla Hot – wokal wspierający (piosenka 5)
- Igor Simić – wokal wspierający (piosenki 2, 6, 8, 11), gitary (piosenki 2, 6, 8, 11)
- Peđa Manov – gitara akustyczna, gitara elektryczna, buzuki (piosenki 1-4, 6, 8-11)
- Rastko Aksentijević – gitary (piosenka 5), baglama (piosenka 5)
- Ivan Mirković – gitary (piosenka 5), gitara basowa (piosenka 5), buzuki (piosenka 5)
- Aleksandar Kobac – miks (piosenki 2, 6, 8, 11), produkcja muzyczna (piosenki 2, 6, 8, 11), aranżacje (piosenki 2, 6, 8, 11)
- Dragan Vukičević – miks (piosenki 2, 6, 8, 11), produkcja muzyczna (piosenki 2, 6, 8, 11)
- Atelje Trag – miks (piosenki 1, 3, 4, 9, 10), produkcja muzyczna (piosenki 1, 3, 4, 9, 10), aranżacje (piosenki 1, 3, 4, 9, 10)
- Oliver Jovanović – mastering
- Stanislav Zakić – opracowanie graficzne
- Milena Rakočević – fotografie
- Srđan Petković – makijaż
- Jovana Božović – stylizacja[1]